# Al·lèrgia al blat
L'al·lèrgia al blat és una al·lèrgia al blat que normalment es presenta com a al·lèrgia alimentària, però també pot ser una al·lèrgia de contacte resultant de l'exposició laboral. Com totes les al·lèrgies, l'al·lèrgia al blat implica la resposta a la immunoglobulina E i als mastòcits. Normalment, l'al·lèrgia es limita a les proteïnes d'emmagatzematge de llavors del blat. Algunes reaccions es restringeixen a les proteïnes del blat, mentre que altres poden reaccionar a través de moltes varietats de llavors i altres teixits vegetals. L'al·lèrgia al blat és rara. Es va trobar que la prevalença en adults era del 0,21% en un estudi realitzat al Japó el 2012.
L'al·lèrgia al blat pot ser un nom incorrecte, ja que hi ha molts components al·lergògens al blat, per exemple, inhibidors de la proteasa serina, glutelines i prolamines i sovint s'atribueixen diferents respostes a proteïnes diferents. S'han identificat amb èxit vint-i-set al·lergògens potencials al blat. La resposta més greu és l'anafilaxi. Altres símptomes més freqüents inclouen nàusees, urticària i atòpia.
No s'ha de confondre amb la sensibilitat al gluten. La gestió de l'al·lèrgia al blat consisteix en la retirada completa de qualsevol aliment que contingui blat i altres cereals que contenen gluten (dieta sense gluten).